# La rivoluzione sessuale
La rivoluzione sessuale es una película italiana de 1968 dirigida por Riccardo Ghione, quien escribió el guion con la colaboración de Dario Argento. Fue protagonizada por Laura Antonelli, Marisa Mantovani, Riccardo Cucciolla y Rugero Mitti.

## Sinopsis
Catorce personas de diferentes edades, siete hombres y siete mujeres, se encierran en un cómodo hotel junto al mar para seguir el experimento social de un profesor inspirado en las teorías del sexólogo y psicoanalista austriaco Wilhelm Reich.

## Reparto
- Marisa Mantovani es Marcella Segre
- Ruggero Miti es Giorgio Segre
- Riccardo Cucciolla es Emilio Missiroli
- Christian Aligny es César
- Laura Antonelli es Liliana